# Sebevražedný bombový útok v Manchester Areně
Sebevražedný bombový útok v Manchester Areně se odehrál ve víceúčelové hale v anglickém Manchesteru 22. května 2017 ve 22.35 hodin britského letního času (23.35 SELČ) na konci koncertu americké zpěvačky Ariany Grande, který se konal v rámci jejího turné Dangerous Woman. Útok si vyžádal 22 obětí (23 včetně útočníka) a 119 zraněných, z toho 23 kriticky. Ariana Grande nebyla během incidentu zraněna.
Šlo o nejhorší útok ve Spojeném království od teroristických útoků v Londýně v roce 2005 a první teroristický útok v Manchesteru od bombového útoku Prozatímní IRA v roce 1996.
Třináct dní poté se konal benefiční koncert One Love Manchester pro rodiny obětí a zraněné. Ten uspořádala Ariana Grande a zúčastnili se ho zpěváci a skupiny jako Robbie Williams, Justin Bieber, Coldplay, Miley Cyrus či Katy Perry.

## Útok
Útok spáchal sebevražedný atentátník Salman Abedi 22. května 2017 v 22.31 BTS krátce po skončení koncertu Ariany Grande. Odpálil improvizovanou hřebíkovou bombu, ta byla naplněna hřebíky, šrouby a dalšími ostrými předměty. Koncert byl vyprodaný, účastnilo se ho 14 200 lidí. Policie dětské návštěvníky koncertu dle zpráv odvedla do sousedního hotelu, lidé a taxikáři je dobrovolně odváželi od místa incidentu.

### Další průběh
V přibližně 1:32 britského letního času došlo k řízenému odpálení podezřelého předmětu v městském parku Cathedral Gardens. Předmět byl později identifikován jako odložený kus oděvu.
Následně byl několikrát hlášen údajný druhý výbuch, který měl být slyšen, když mnoho návštěvníků opouštělo arénu. Úřady vyzvaly k nepřibližování se k místu incidentu. Atentátník měl podle policie výbušninu připevněnu na těle a vyhodil se do vzduchu.

## Oběti

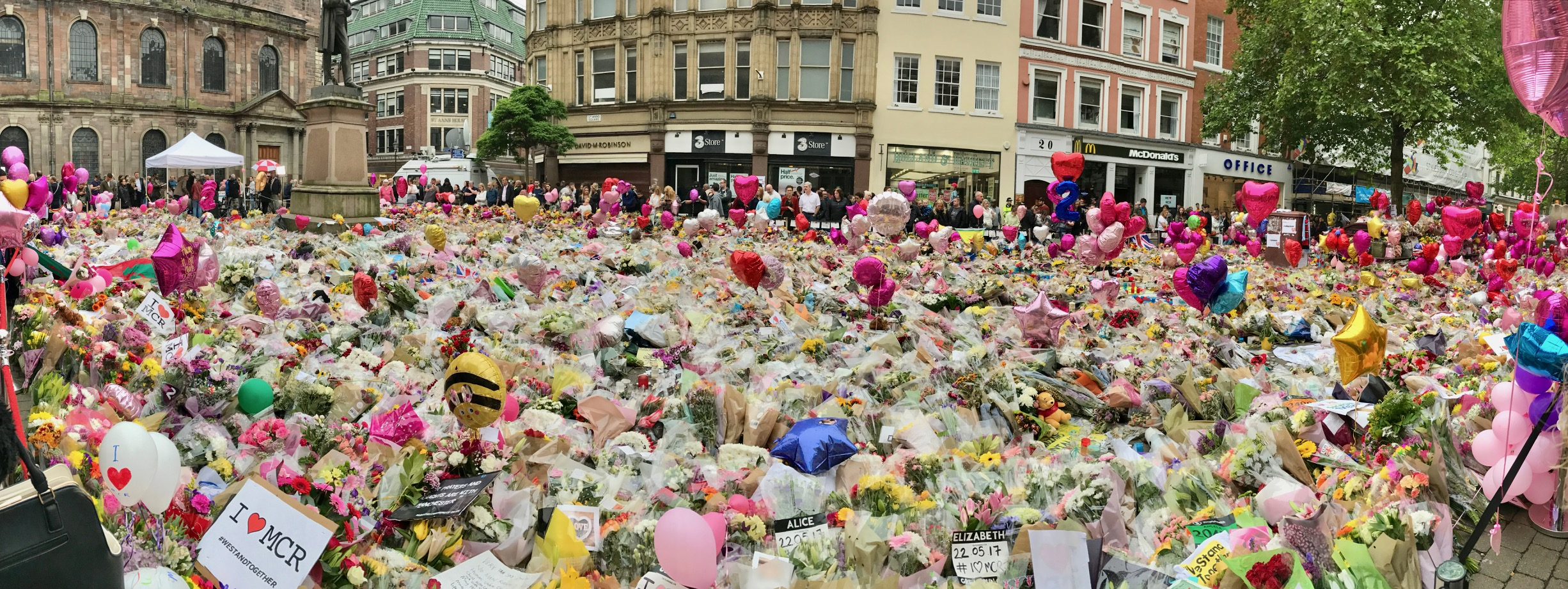
Květiny jako projev úcty obětem koncertu na náměstí sv. Anny v Manchesteru

Útok měl 23 obětí útoku včetně osoby pachatele a 119 zraněných, z toho 23 kriticky. Mezi oběťmi a zraněnými byly děti a jejich rodiče, kteří na ně čekali před halou. Na místě bylo 60 záchranných vozů, jejichž posádky transportovaly 59 zraněných do nemocnic a na místě ošetřily řadu osob s méně závažnými zraněními. Mezi prvními byly identifikovány dvě oběti ženského pohlaví ve věku 8 a 18 let. Mezi oběťmi jsou také polští občané. Identifikován byl i 29letý PR manažer a dřívější redaktor magazínu Attitude Martyn Hett.
Na koncertě byl přítomen i primátor města Liverpoolu Steve Rotheram, který nebyl zraněn, stejně jako Ariana Grande.

## Útočník
Útočníkovi bylo 23 let, byl libyjského původu a jmenoval se Salman Abedi. Byl příslušníkem radikálního Islámu, k tomu se začal hlásit od roku 2015 ve Spojeném království, k tomu se dostal přes internet a své známé. Bombu si nejspíše vyrobil sám. V den útoku zanechal své rodině vzkaz, ve kterém prosil o odpuštění.
K útoku se přihlásila teroristická organizace Islámský stát.

## Následky
Den po útoku byl ve spojitosti s útokem v Jižním Manchesteru zatčen sebevrahův 23letý bratr, Ismail Abedi. Policií v libyjském hlavním městě Tripolis byl zatčen také mladší bratr, Hašim Abedi. Celkem bylo zatčeno 22 lidí, nikdo z nich ale nebyl obviněn a tak byli 11. června 2017 propuštěni.
Britské bezpečnostní složky pozastavily sdílení informací s americkými kolegy, kvůli rozsáhlému uniku informací týkajících se vyšetřování útoku do amerických médií.